# Chimarra tsudai
Chimarra tsudai là một loài Trichoptera trong họ Philopotamidae. Chúng phân bố ở miền Cổ bắc.